# Аске Адельгор
Аске Еміль Берг Адельгор (дан. Aske Emil Berg Adelgaard, нар. 10 листопада 2003, Оденсе, Данія) — данський футболіст, фланговий захисник нідерландського клубу «Гоу Егед Іглз».

## Ігрова кар'єра

### Клубна
Аске Адельгор народився у місті Оденсе і є вихованцем місцевого однойменного клубу. У 2019 році він перейшов до академії клубу «Раннерс» але через два роки повернувся до «Оденсе».
Влітку 2021 року Адельгор тренувався з основним складом команди. А в липні 2022 року футболіст підписав з клубом контракт на п'ять років і був включений до основного складу. 7 серпня 2022 року в матчі чемпіонату країни проти «Орхуса» Адельгор дебютував на професійному рівні.

### Збірна
З листопада 2022 року Аске Адельгор є гравцем молодіжної збірної Данії, коли вийшов з перших хвилин матчу проти шведських однолітків.

## Досягнення
«Гоу Егед Іглз»
- Володар Кубка Нідерландів: 2024–25[5]